# 속죄 (이언 매큐언의 소설)
《속죄》(영어: Atonement)는 세계적인 소설가 이언 매큐언의 대표적인 소설이다.

## 줄거리
《속죄》는 감수성이 풍부하고, 비밀을 사랑하여, 글쓰기를 좋아하는 한 소녀가 자신이 보고 판단한 것을 온전한 진실이라고 믿고 행동했다가 한 쌍의 젊은 연인을 파멸로 몰아가는 이야기이다.

### 제1부
1935년 여름 어느 날, 브리오니는 그녀의 오빠인 레온의 귀향을 환영하는 의미로 이틀 동안 아침과 점심까지 거르면서 써 내려간 「아라벨라의 시련」 제목의 희곡을 쓰고 연극으로 선보이기 위해 사촌들을 기다린다. 하지만 열다섯 살의 롤라는 주인공 역인 아라벨라역을 교묘하게 채갔으며 아홉 살된 쌍둥이 형제인 잭슨과 피에로는 무미건조하게 대본을 읽어간다.
대학을 졸업하고 집으로 돌아온 세실리아는 뭔지 모를 답답함과 자립해야 한다는 막연한 의무감에 시달린다. 그리고 세실리아의 소꿉친구이자, 탈리스 가 가정부의 아들인 로비 터너가 있다. 계급적 거리감, 그리고 둘 사이에 막 싹트기 시작한 성적 긴장감 때문에 세실리아를 멀리해온 로비와 이를 눈치채고 표현 하기 힘든 울분을 느끼는 세실리아가  정원의 분수대 앞에서 마주친다. 세실리아는 분수대의 물을 꽃병에 담으려고 하자 어긋난 대화로 자신의 실수를 만회하려는 듯 로비가 도와준다고 나선다. 꽃병을 주지 않으려는 세실리아와 꽃병을 가져가려는 로비 터너가 서로 힘을 주자 꽃병 주둥이의 한 부분이 두 개의 조각으로 쪼개져 물 속으로 떨어진다. 그 동안 쌓인 심리적 압박감 때문에 감정이 폭발한 세실리아는 로비가 보는 앞에서 옷을 벗고 분수대로 뛰어들어 도자기 조각을 주워 물 밖으로 나온다. 이러한 광경을 브리오니는 유아실의 창문으로 바라보고 이 충격적인 장면을 글로 쓰려는 생각에 흥분에 휩싸인다.
그날 오후, 레온과 군용 초콜릿바 아미 아모 사업의 대박을 터뜨린 그의 친구 폴 마셜이 도착한다.  퀸시 가의 아이들이 있는 방에 폴 마셜이 들어와 초콜릿바를 롤라에게 건네준다. 그는 조심스레 초콜릿바를 빨아먹는 롤라에게 그건 깨물어 먹는 거라며 부드러운 목소리로 속삭인다.
분수대에서 있었던 일을 사과하기 위해 로비 터너는 세실리아에게 편지를 쓰고 브리오니에게 전달을 부탁한다. 하지만 그는 브리오니에게 전한 편지가 로비 터너 자신이 공상에 빠져 쓴 외설스런 내용이 담긴 편지라는 것을 알고 경악한다. 브리오니는 이 편지를 뜯어 보고 충격을 받고 설상가상으로 그날 서재에서 세실리아와 로비가 사랑을 나누는 장면을 목견한다. 이런 광경들을 목격한 브리오니는 언니 세실리아가 로비 터너에게 위협을 받고 있으며 자신의 도움을 필요로 할 것이라고 단정 짓는다.
그날 저녁 식사 도중 탈리스 가에 와 있던 쌍둥이 형제가 사라지고, 브리오니는 아이들을 찾아나갔다가 그들의 친누나인 롤라가 누군가에게 강간 당하는 것을 목격한다. 한편 로비와 세실리아 사이의 여러 일들을 목격하고 거기에 자신의 상상력까지 덧붙인 브리오니는 로비를 강간범을 지목하고 로비는 경찰에게 체포된다.

### 제2부
제2부에서는 3년 6개월 동안 복역하던 로비가 징집되어 2차 세계 대전의 지옥을 겪는 장면들이 상세하게 표현된다. 연합군이 마지노선에서 퇴각하여 됭케르크까지 철수하는 과정에서 일어나는 무참한 폭격의 공포와 겨우 도착한 됭케르크에서 본국으로 떠날 배가 없어서 절망에 처한 병사들, 그들이 공군에게 무모하고 잔인한 군중심리로 저지르는 집단 폭력을 그려낸다.
로비 터너는 됭케르크로 퇴각하라는 명령이 떨어지기 직전에 도착한 세실리아의 마지막 편지에서 브리오니가 케임브리지 입학을 포기하고 그녀가 전에 있던 병원에서 간호사 교육을 받고 있고, 그때 본 강간범이 로비 터너였다고 한 증언을 철회하고 싶어한다고 알게된다. 로비 터너는 브리오니에 대해 생각하다 1932년 6월의 어느 날을 되돌아본다. 그 날은 그가 브리오니에게 수영 수업을 해준 날이었고, 그날따라 저수지의 물살이 셌다. 브리오니는 강물을 들여다보며 "내가 강물에 빠지면, 구해줄 거예요?"라고 말한 후 물 속으로 뛰어들었다. 놀란 로비 터너는 물 속으로 뛰어들었고브리오니를 데리고 밖으로 나와 위험하고 철없는 장난으로 여기고 화를 냈다. 조금 뒤에 브리오니는 오빠를 사랑하기 때문에 나를 구해줬으면 했다고 했다. 이때의 일을 생각하면서 브리오니가 자신이 그 애의 언니를 사랑함으로써 배신감을 느꼈고, 서재에서 자신과 언니의 사랑을 직접 확인하면서 실망과 절망이 점점 분노로 바뀌어 어린 아이다운 유치한 의도로 자신을 지목한 것이라고 짐작한다.

### 제3부
브리오니는 가족과 단절된 삶을 선택하고 구속과 이를 테면 어떤 상황에서도 간호사는 환자에게 이름을 가르쳐주면 안된다는 등의 규칙, 복종과 잡일로 바쁜 간호사의 삶을 살아가며 자신이 저지른 잘못을 속죄하려는 모습을 보인다.  어느 날 그녀의 아버지에게서 롤라 퀸시와 자신을 강간하여 그 모든 비극을 몰고 온 장본인인 폴 마셜과  결혼을 한다는 소식을 듣는다. 이 소식에 대해 생각에 빠져 죄책감을 느끼게 되지만 피오나와 반나절의 휴식을 보내 기분이 전환된다. 하지만 그것도 잠시, 병원에 돌아오자 참혹한 전쟁의 와중에서 부상을 입은 군인들이 그들을 기다리고 있었다. 그날 열두 시간도 더 일한 후 세벽 세시 반쯤 브리오니는 수간호사의 지시로 프랑스인 환자 뤽 코르네의 말동무를 해주며 돌봐주다 그가 한계에 다다르자 자신의 이름은 탈리스가 아니라  브리오니라고 말한다.
브리오니는 롤라와 마셜의 결혼식에 방문했지만 아무 말, 아무 행동도 하지 못한 채 그저 롤라가 마셜에게 몸을 기대고 보란 듯이 그의 팔짱을 끼는 것만 바라볼 수 밖에 없었다. 그 후 브리오니는 그녀의 잘못을 빌고 모든 것을 바로잡을 수 있을지 알아보기 위해 세실리아를 찾아간다. 세실리아를 찾아 온 브리오니를 보고 분노에 찬 로비 터너는 세실리아 덕에 겨우 자제력을 되찾는다. 세실리아와 로비 터너는 브리오니에게 부모님에게 진실을 모두 말씀드리고 변호사를 찾아가서 진술서를 작성하고, 그에게 편지를 쓰라고 당부한다. 그리고선 브리오니는 자신의 잘못도 전쟁도 그들의 사랑을 갈라놓을 수 없다는 사실에 위로받는다.

### 1991년 런던
일흔일곱번째 생일을 맞은 브리오니는 의사에게 혈관성 치매로 기억을 점점 잃을거라는 이야기를 듣는다. 그 후 브리오니는 이제는 호텔이 되어버린 탈리스 가의 저택에서 여든아홉이 된 레온과, 십오년 전에 죽은 잭슨과 피에로의 친척들과 함께 생일파티를 한다.  레온의 증손녀를 포함한 아이들 덕분에 브리오니를 위해 「아라벨라의 시련」을 그 날로부터 육십사 년이 지난 지금 무대에 올려진다. 그 날 새벽에 브리오니는 자신의 마지막 소설에 대해 생각한다. 사실 앞에 내용은 모두 브리오니가 쓴 마지막 원고였고 특히 결말 부분은 실제와는 다르게 두 사람이 재회하여 계속 사랑하는 것으로 창작한 뒤 이 소설의 제목을 '1991년 런던'이라고 지은 것이다.  실제로는 로비 터너는 1940년 6월 1일 브레이 듄스에서 패혈증으로 죽었고, 세실리아가 같은 해 9월 밸엄 지하철역 폭격으로 죽은 것이다. 브리오니는 소설 마지막에 그들을 다시 만나게 한 것은 자신이 마지막으로 베푼 친절이었고 그들에게 행복을 주었다고 말하며 소설은 끝이 난다.

## 주인공 외 등장인물
- 에밀리 탈리스 : 탈리스 가의 여주인. 평소 편두통을 자주 겪어 침대에서 대부분의 시간을 보냄.
- 잭 탈리스 : 탈리스 가 아이들의 아버지. 로비 터너의 학비를 지원해줌.
- 레온: 브리오니와 세실리아의 오빠. 은행에서 일함. 친구인 폴 마셜을 집에 초대함.
- 클렌 삼촌 : 잭 탈리스의 유일한 형제. 젊은 육군 중위였을 때 베르됭 폭격이 있기 직전 마을 주민들을 대피시켜 꽃병[12]을 감사의 선물로 받음.
- 허마이니 이모: 에밀리의 막내여동생이자 롤라와 쌍둥이 형제 잭슨과 피에로의 엄마. 남편과 이혼함. 라디오 방송국에 근무하는 애인과 함께 파리에 머뭄.
- 롤라: 허마이니의 딸. 브리오니가 강간범이 로비 터너라고 단정지을 때 부정하지 않음. 자신을 강간한 폴 마셜과 결혼함.
- 잭슨과 피에로: 허마이니의 아들들이자 롤라의 동생들. 쌍둥이형제. 피에로가 세 살 때 개를 괴롭히다가 왼쪽 귓볼을 물어뜯겨서 살점이 떨어져나가 왼쪽 귀를 보면 쌍둥이를 구별 할 수 있음.
- 폴 마셜: 레온의 친구. 군용 초콜릿 바인 아미 아모 사업을 성공시킴. 그 날밤 롤라를 강간한 범인. 롤라와 결혼함.
- 그레이스 터너 : 로비 터너의 엄마. 로비가 체포되어 경찰차를 타고 갈 때 우산으로 경찰차를 내리치는 동시에 거짓말쟁이들이라고 여러번 소리치며 절규함.
- 피오나: 브리오니가 수련 간호사 일을 하면서 사귄 친구로  롤라와 비슷하게 적갈색 머리에 주근깨가 있어 본능적으로 경계심을 느낌. 그러나 롤라와 달리 목소리가 크고 명랑하며, 통통한 손등에는 움푹 들어간 보조개 같은 것이 있음. 병원 사람들의 흉내를 잘 내고 유머가 유쾌하고 신랄해서 브리오니가 마음에 들어함.

## 영화화
2007년 9월 7일 영국과 아일랜드에서, 2007년 12월 7일 미국에서 개봉되었다.  우리나라에서는 2008년 2월 21일에 개봉되었다.
브리오니 역은 시얼샤 로넌이 세실리아 역은 키이라 이틀리, 로비 터너 역은 제임스 맥어보이가 연기했다.